# Nurse Jackie
Nurse Jackie é uma série americana, que estreou dia 8 de Junho de 2009 no canal Showtime, Movie Central e The Movie Network. No Brasil é exibido pelo Studio Universal.
A série é estrelada por Edie Falco interpretando a personagem título Jackie Peyton, uma enfermeira do All Saints' Hospital em Nova York. A sétima e última temporada foi exibida em 2015.
O canal Showtime está desenvolvendo uma continuação da série, com Edie Falco voltando a interpretar a personagem titular da trama.

## Sinopse
Jackie é uma das enfermeiras mais dedicadas aos pacientes do hospital onde trabalha. Entre um caso e outro, muitas vezes, ela precisa passar por cima da diretoria e das regras do hospital, além de ter que lidar com a excentricidade ou incompetência dos médicos à sua volta.
Mas é em sua vida amorosa que as complicações atingem o pico, gerando situações que fazem de Nurse Jackie uma das mais novas promissoras séries de drama e comédia da televisão americana.

## Elenco
| Ator               | Personagem                  |
| ------------------ | --------------------------- |
| Edie Falco         | Jackie Peyton, R.N.         |
| Eve Best           | Dr. Elenor O'Hara           |
| Merritt Wever      | Zoey Barkow                 |
| Paul Schulze       | Eddie Walzer                |
| Peter Facinelli    | Dr. Fitch "Coop" Cooper     |
| Dominic Fumusa     | Kevin Peyton                |
| Anna Deavere Smith | Mrs. Gloria Akalitus        |
| Ruby Jerins        | Grace Peyton                |
| Daisy Tahan        | Fiona Peyton                |
| Stephen Wallem     | Thor                        |
| Haaz Sleiman       | Mohammed "Mo-Mo" de la Cruz |
| Bill Sage          | Bill                        |

## Recepção da crítica
Nurse Jackie teve recepção geralmente favorável por parte da crítica especializada. Em sua 1ª temporada, com base de 23 avaliações profissionais, alcançou uma pontuação de 76% no Metacritic. Por votos dos usuários do site, atinge uma nota de 7.5, usada para avaliar a recepção do público.

## Prêmios e nomeações
Globos de Ouro
- 2010 Nomeado por Melhor Protagonista Feminino (Edie Falco)

Screen Actors Guild Awards
- 2010 Nomeado por Melhor Atuação Feminina em Série de Comédia (Edie Falco)